# Аэродинамическая труба

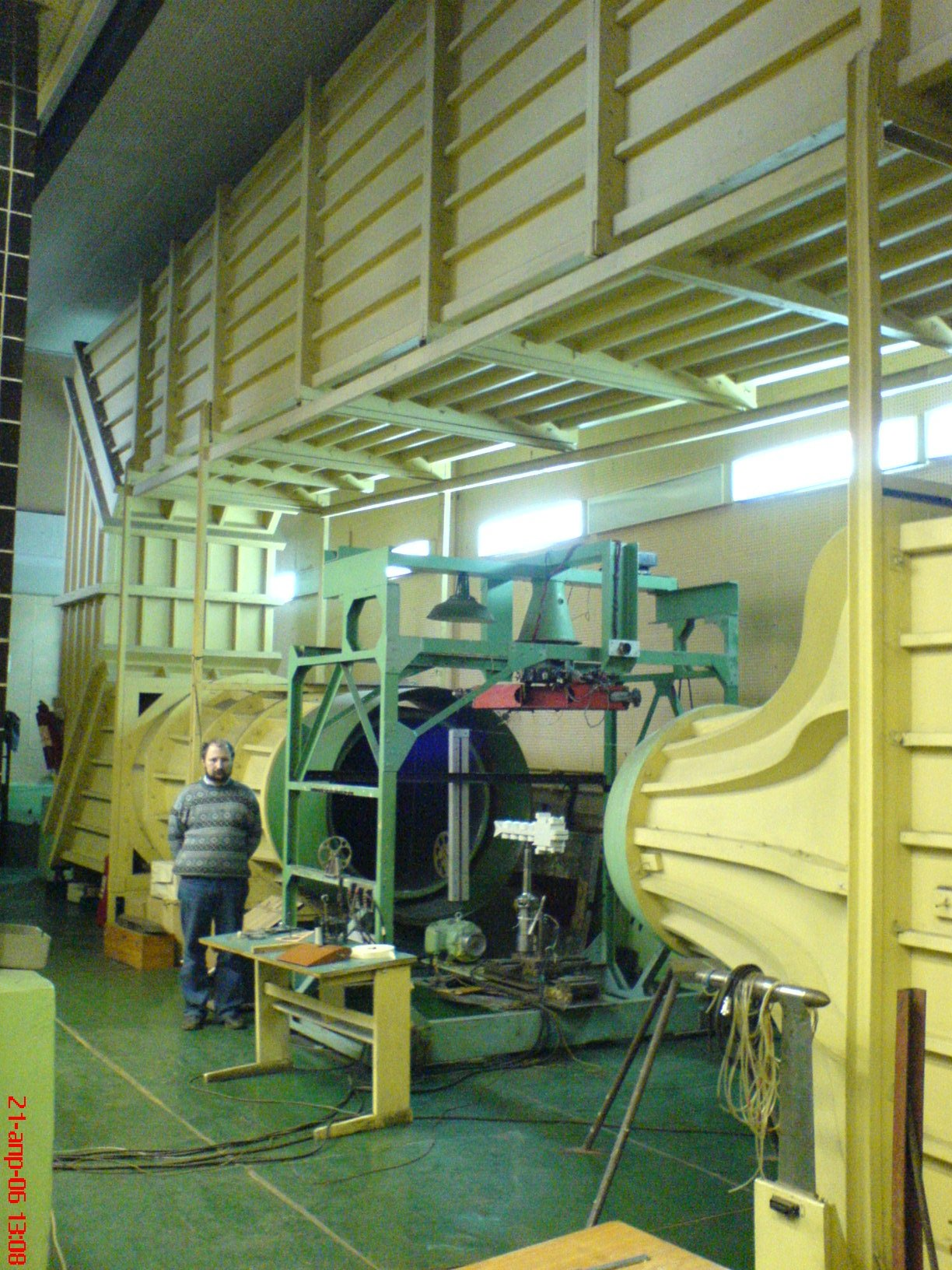
Аэродинамическая труба ГУМРФ с открытой рабочей частью

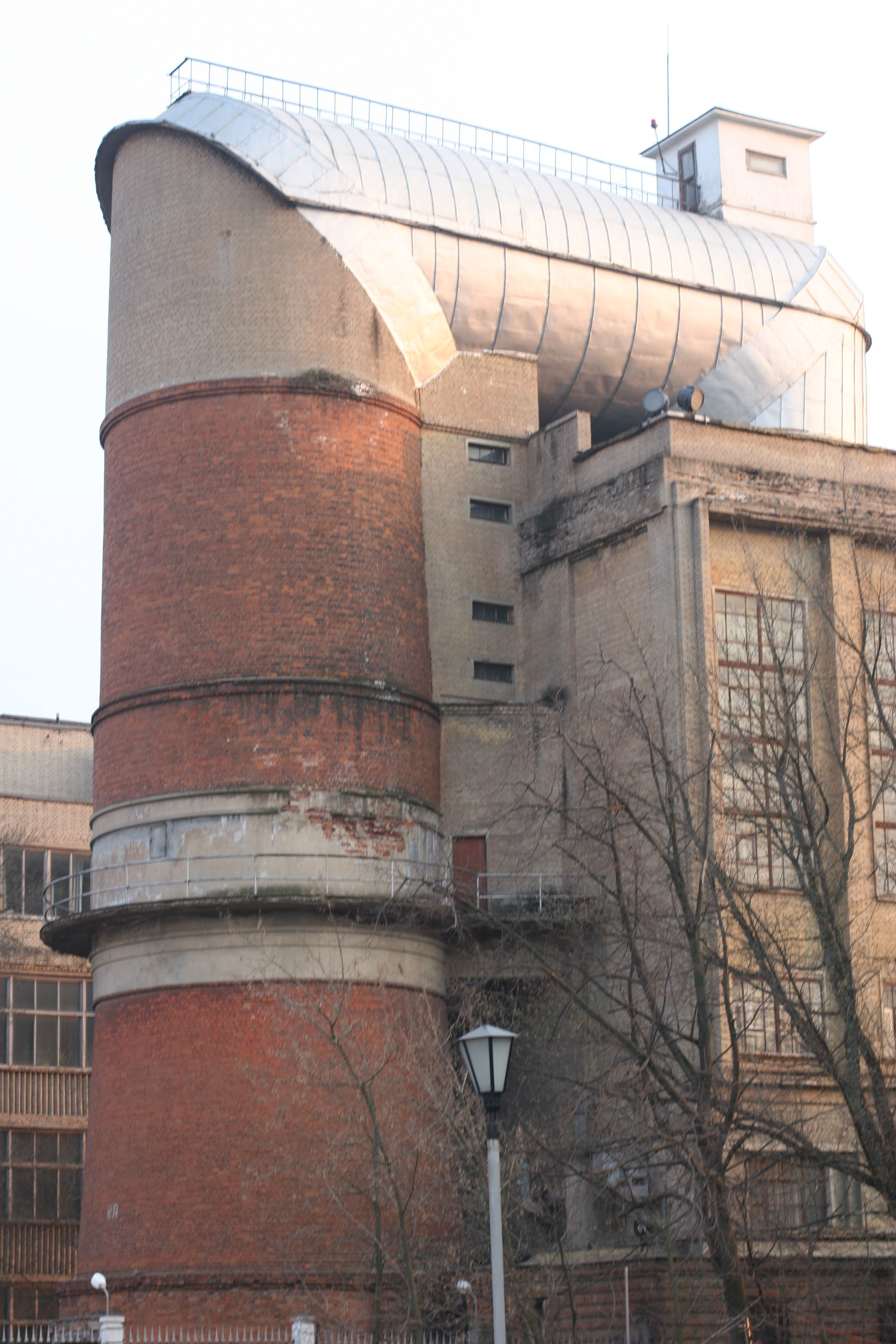
Вертикальная аэродинамическая труба Т-105 в Центральном аэрогидродинамическом институте в Подмосковном Жуковском, построенная в 1941 году для испытаний моделей самолётов на штопор

Аэродинами́ческая труба́ — техническое устройство, предназначенное для моделирования воздействия среды на движущиеся в ней тела. Применение труб в аэродинамике базируется на принципе обратимости движений и теории подобия физических явлений. Объектами испытаний в аэродинамических трубах являются модели натурных летательных аппаратов или их элементов (геометрически подобные, упруго подобные, термически подобные и т. д.), натурные объекты или их элементы, образцы материалов (унос материалов, каталитичность поверхности и т. д.).
Аэродинамическая труба состоит из одного или нескольких вентиляторов (или других устройств нагнетания воздуха), которые нагнетают воздух в трубу, где находится модель исследуемого тела, тем самым создаётся эффект движения тела в воздухе с большой скоростью (принцип обращения движения).
Аэродинамические трубы классифицируют по диапазону возможных скоростей потока (дозвуковые, трансзвуковые, сверхзвуковые, гиперзвуковые), размеру и типу рабочей части (открытая, закрытая), а также поджатию — соотношению площадей поперечных сечений сопла трубы и форкамеры. Также существуют отдельные группы аэродинамических труб:
- Высокотемпературные — дополнительно позволяют изучать влияние больших температур и связанных с ними явлений диссоциации и ионизации газов.
- Высотные — для исследования обтекания моделей разреженным газом (имитация полёта на большой высоте).
- Аэроакустические — для исследования влияния акустических полей на прочность конструкции, работу приборов и т. п.

Исследование характеристик надводных и подводных частей корпуса судов приходится выполнять с использованием дублированных моделей, что позволяет удовлетворить условию непротекания по поверхности раздела сред. В качестве альтернативы возможно использование специального экрана, имитирующего поверхность воды.
Центральный аэродинамический институт имеет 60 различных аэродинамических труб для скоростей от 10 м/с до M=25, некоторые из них (СМГДУ с магнитогидродинамическим разгоном до 8000 м/с, УСГД с давлением торможения 5000 атм) уникальны.

## «Типовые» эксперименты

Импеллер (рабочее колесо) аэродинамической трубы ГУМРФ

Дублированная модель надводной части судна в аэродинамической трубе ГУМРФ

### Измерение давлений по поверхности тела
Для исследования необходимо изготовить дренированную модель тела — в поверхности модели выполняются отверстия, которые соединяются шлангами с манометрами.
В гидромеханике доказано, что давление без изменений передается поперек пограничного слоя, что позволяет рассчитать сопротивление давления тела по результатам измерения давлений.

### Измерение сил и моментов, действующих на тело
Для исследования необходимо подвесить модель на многокомпонентном динамометре (аэродинамические весы) либо на системе растяжек, позволяющей измерять натяжение каждой растяжки.
Пересчет сил и моментов, действующих на тело, осуществляется в соответствии с критерием подобия Рейнольдса.

### Визуализация течений
Для решения этой задачи используют шерстяные нити (шелковинки), наклеенные на поверхность модели либо закрепленные на проволочной сетке. Возможна постановка эксперимента с подачей цветного дыма в характерные зоны потока, но продолжительность такого эксперимента (в трубах с повторной циркуляцией воздуха), как правило, весьма мала вследствие общего задымления всего аэродинамического тракта.

## История

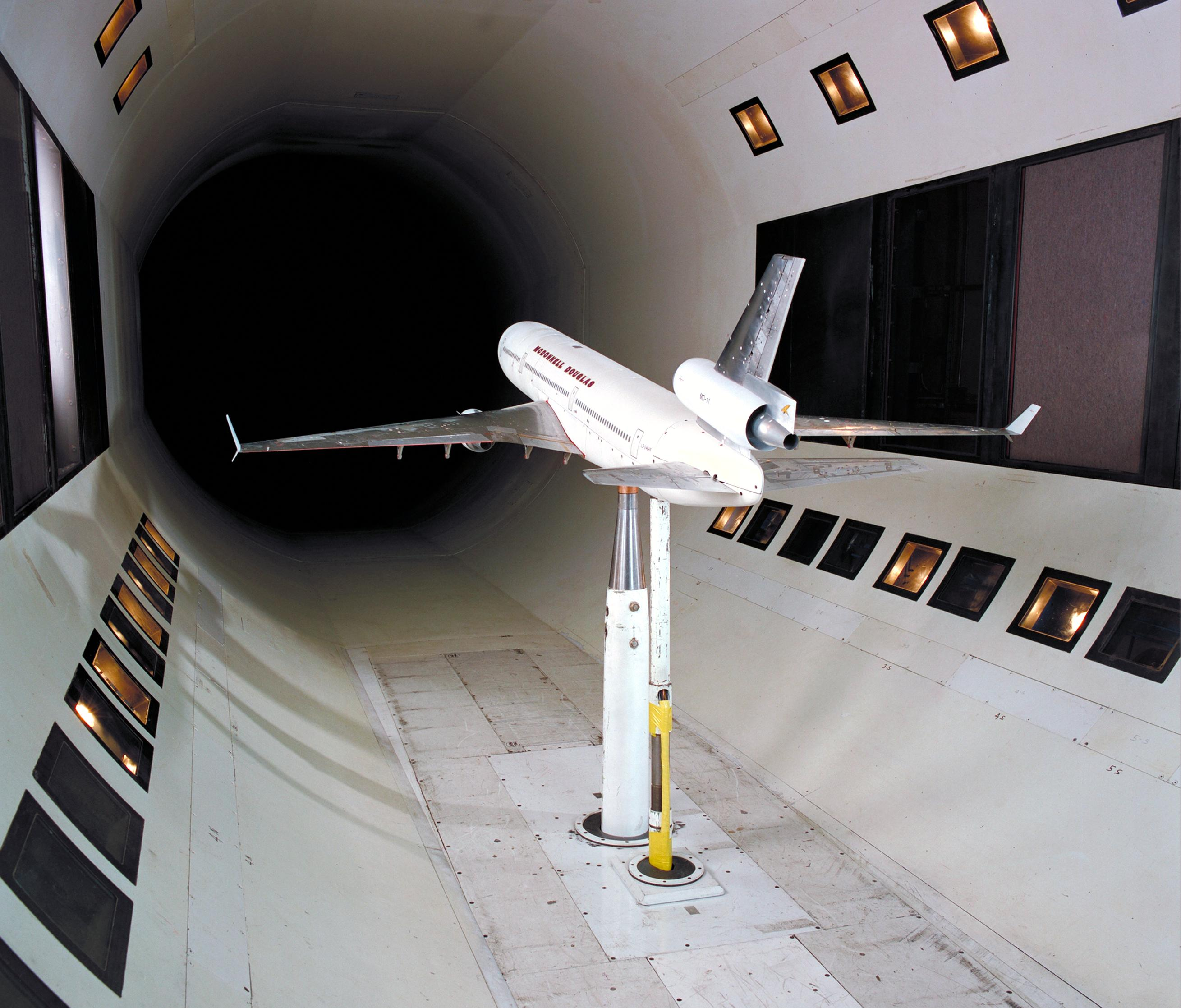
Испытание макета самолёта MD-11 в аэродинамической трубе в Исследовательском центре Эймса.

Первая в мире аэродинамическая труба была построена 1871 году членом Совета Королевского авиационного общества Великобритании Фрэнсисом Гербертом Уэнхемом (англ. Francis Herbert Wenham). Уэнхем использовал свою аэродинамическую трубу для исследований несущих свойств крыла.
В 1897 году К. Э. Циолковский построил прототип аэродинамической трубы собственной конструкции, использовав поток воздуха на выходе из центробежного вентилятора, и впервые в России применил этот агрегат для изучения эффектов, проявляющихся при обтекании твёрдых тел (самолётов, автомобилей, ракет) воздушным потоком.
Под руководством Н. Е. Жуковского при механическом кабинете Московского университета в 1902 году была сооружена аэродинамическая труба, в которой осевым вентилятором создавался воздушный поток со скоростью до 9 м/с.
Первая аэродинамическая труба разомкнутой схемы была создана Т. Стантоном в Национальной физической лаборатории в Лондоне в 1903 году., вторая — Н. Е. Жуковским в Москве в 1906 году.
Первая замкнутая аэродинамическая труба построена в 1909 году в Гёттингене Людвигом Прандтлем, вторая — в 1910 году Т. Стантоном.
Первая аэродинамическая труба со свободной струёй в рабочей части была построена Гюставом Эйфелем в Париже на Марсовом поле в 1909 году.
Дальнейшее развитие шло преимущественно по пути увеличения их размеров и повышения скорости потока в рабочей части (где помещается модель).
В 1934 году в районе Берлина построена Большая аэродинамическая труба (Адлерсхоф) для аэродинамического моделирования. В трубе диаметром от 8,5 до 12 м размещались части самолётов и изучалось воздействие на них горизонтальных воздушных потоков. Особенностью данной аэродинамической трубы является бетонное сооружение «Zeiss-Dywidag» с толщиной стенок всего 8 сантиметров. В настоящее время сохраняется как памятник промышленной архитектуры в составе Аэродинамического парка.
Впервые человек взлетел в вертикальной аэродинамической трубе в 1964 году на авиабазе Райт-Паттерсон в Огайо.